# Provinz Chimborazo

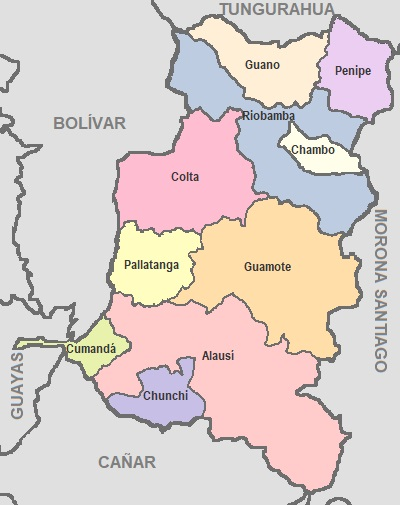
Karte der Provinz Chimborazo mit Kantonen

Die Provinz Chimborazo (span. Provincia de Chimborazo) ist eine Provinz in Ecuador. Auf einer Fläche von rund 6100 km² hat sie etwa 470.000 Einwohner. Ihre Hauptstadt ist Riobamba. Die Provinz liegt in den zentralen Anden Ecuadors und trägt den Namen des 6310 Meter hohen Vulkans Chimborazo.

## Geographie
Die Provinz Chimborazo grenzt im Norden an die Provinz Tungurahua, im Osten an die Provinz Morona Santiago, im Süden an die Provinz Cañar und im Osten an die Provinzen Guayas und Bolívar. Neben dem Chimborazo liegen auch die Vulkane El Altar, Cubillín und Teile des Sangay bzw. des Sangay-Nationalparks in der Provinz Chimborazo. Daneben gehört auch der Colta-See (Laguna de Colta) zum Naturerbe der Provinz.
Die Zugfahrt von Riobamba über Guamote, die „Teufelsnase“ (Nariz del Diablo), Alausí, Sibambe, Huigra nach Bucay bzw. Teilstrecken derselben gelten als touristische Attraktion. Früher bildete dieser Streckenabschnitt den spektakulärsten Teil der Eisenbahnverbindung von Guayaquil-Durán nach Quito, die aber aufgrund von Streckenunterspülungen und der Verdrängung durch Busverkehr nicht mehr regelmäßig bedient wird.
Die Panamericana durchquert die Provinz und teilt sich von Norden kommend bei Cajabamba in zwei Streckenabschnitte, die beide durch das Hochland bzw. durch die Küstenebene nach Peru führen.

## Bevölkerung
Die Provinz ist diejenige in Ecuador mit dem größten Anteil an indigener Bevölkerung, vor allem Quichuas insbesondere der Volksgruppe der Puruhá leben hier.
Entwicklung der Einwohnerzahl der Provinz Chimborazo bei landesweiten Volkszählungen zum jeweiligen Gebietsstand:
| Jahr                    | Einwohner | +/-    |
| ----------------------- | --------- | ------ |
| 1950                    | 218.130   | –      |
| 1962                    | 276.668   | 26,8 % |
| 1974                    | 304.316   | 10 %   |
| 1982                    | 316.948   | 4,2 %  |
| 1990                    | 364.682   | 15,1 % |
| 2001                    | 403.632   | 10,7 % |
| 2010                    | 458.581   | 13,6 % |
| 2022                    | 471.933   | 2,9 %  |
| Datenherkunft: Wikidata |           |        |

## Geschichte
Historisch war die Provinz Teil des Siedlungs- und Herrschaftsgebietes der Puruháes. Um 1500 drangen die Inka unter Túpac Yupanqui nach Norden vor. Die Region um die Halbwüste von Tiocajas in der heutigen Provinz Chimborazo war der Überlieferung nach Schauplatz intensiver kriegerischer Auseinandersetzungen zwischen Puruháes und mit ihnen verbündeten Gruppen wie den Caras und den Inka unter Huayna Cápac. Letztere siegten schließlich. Atahualpa, Sohn Huayna Cápacs und einer einheimischen Prinzessin wurde Huayna Cápacs Nachfolger und sollte der letzte Inka vor der spanischen Eroberung bleiben. Atahualpas General Rumiñahui versuchte von Quito aus vergeblich, nach der Hinrichtung Atahualpas in Cajamarca, die Truppen des Konquistadoren Sebastián de Belalcázar aufzuhalten. Zwischen beiden kam es wiederum zu einer Schlacht im Gebiet von Tiocajas, die Belalcázar gewann. Im Zuge seines Vorrückens gründete dieser am Colta-See auf dem Gebiet der heutigen Provinz Chimborazo 1534 die Städte Santiago und San Francisco, die nach geographischer Verlegung und Neugründung heute die größten Städte Ecuadors, Guayaquil und Quito bilden, die sich allerdings weit vom Gründungsort entfernt befinden.
Die heutige Provinz Chimborazo wurde auf kolonialen Vorläufern aufbauend als Teil des großkolumbianischen Departamento del Ecuador durch das Gesetz über die territoriale Aufteilung (span. Ley de División Territorial) Großkolumbiens vom 25. Juni 1824 begründet. Nach der Staatsgründung Ecuadors (1830) blieb sie bestehen.

## Kantone
Die Provinz Chimborazo ist derzeit in 10 Kantone eingeteilt. Diese sind (in der Reihenfolge ihrer Einrichtung):
1. Riobamba (eingerichtet 1824, Hauptort: Riobamba)
2. Alausí (eingerichtet 1824, Hauptort: Alausí)
3. Guano (eingerichtet 1824, ratifiziert 1845, Hauptort: Guano)
4. Colta (eingerichtet 1884, Hauptort: Villa La Unión, besser bekannt als Cajabamba)
5. Guamote (eingerichtet 1944, Hauptort: Guamote)
6. Chunchi (eingerichtet 1944, Hauptort: Chunchi)
7. Penipe (eingerichtet 1984, Hauptort: Penipe)
8. Pallatanga (eingerichtet 1986, Hauptort: Pallatanga)
9. Chambo (eingerichtet 1988, Hauptort: Chambo)
10. Cumandá (eingerichtet 1992, Hauptort: Cumandá)